# Vidua codringtoni
Vidua codringtoni (лат.) — вид птиц из семейства вдовушковых. Подвидов не выделяют. Видовое название дано в честь Роберта Эдварда Кодрингтона, в то время губернатора Северной Родезии. Птица изображена на замбийской монете в 5 нгве.

## Распространение
Обитают в Танзании, Замбии, Малави, Зимбабве и Мозамбике. Есть также сомнительная информация о наблюдении птицы в северо-восточной части ЮАР.

## Описание
Длина тела 10—11 см. Масса 11,4—14,1 г. Брачное оперение самца чёрное, с ярким синим или зелёным глянцем, хвост чёрный, имеется скрытое белое боковое пятно.

## Биология
Питаются мелкими семенами трав, которые подбирают с земли. Самец и самки, которые посещают его, ищут пищу на принадлежащей самцу территории во время брачного периода.
МСОП присвоил виду охранный статус LC.